# قائمة السوبرماركيتات في المغرب
هذه قائمة السوبرماركيتات في المغرب.
- أسواق أسيما
- أسواق السلام
- مترو المغرب
- بيم
- كارفور
- كارفور ماركت
- Coté Marché
- Costcutter
- حنوتي
- Happy Center
- أسواق لابلفي[3]
- مرجان

## وصلات خارجية
- Grocery Retailers In Morocco - Report